# Пупівник лісовий
Пупівник лісовий, омфалодес завитий (Omphalodes scorpioides) — вид рослин з родини шорстколистих (Boraginaceae), поширений у центральній, східній Європі та Грузії.

## Опис

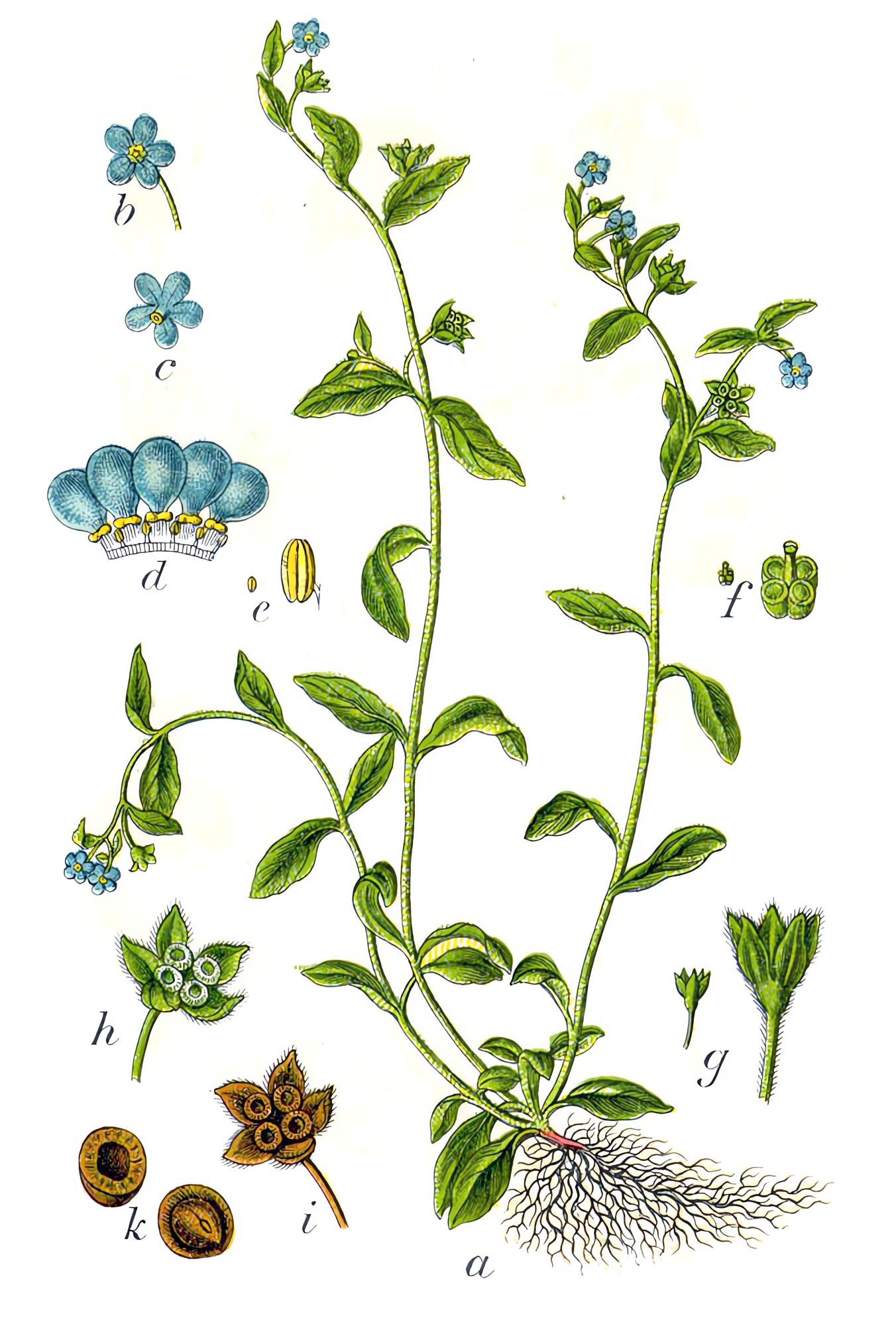
ілюстрація

Однорічна рослина 15–40 см заввишки. Стебло трав'янисте, слабке, частіше від основи сильно гіллясте й лежаче. Квітки по 1 в пазухах верхніх вузько-ланцетних листків. Віночок ≈ 5 мм в діаметрі, блакитні, дещо перевищують чашечку, в зеві з 5 жовтими лусочками. Горішки пухнасті, 2–3 мм довжиною, їх крило плівчасте, широко всередину загорнуте, на краю незбиране, без зубчиків.

## Поширення
Поширений у центральній, східній Європі та Грузії.
В Україні вид зростає в лісах, у вологих затінених місцях — у Лісостепу (частіше на Правобережжі) і пн. ч. Степу, розсіяно; у лісовій зоні (Закарпатська, Львівська та Київська області), рідше.